# Pseudolasius cibdelus
Pseudolasius cibdelus är en myrart som beskrevs av Wu och Wang 1992. Pseudolasius cibdelus ingår i släktet Pseudolasius och familjen myror. Inga underarter finns listade i Catalogue of Life.